# Baron Forester
Baron Forester, of Willey Park in the County of Shropshire, ist ein erblicher britischer Adelstitel in der Peerage of the United Kingdom.
Familiensitz der Barone ist Willey Park in Shropshire.

## Verleihung
Der Titel wurde am 17. Juli 1821 dem ehemaligen Unterhausabgeordneten Cecil Weld-Forester verliehen.
Heutiger Titelinhaber ist seit 2004 dessen Ur-ur-ur-urenkel Charles Weld-Forester als 9. Baron.

## Liste der Barone Forester (1821)
- Cecil Weld-Forester, 1. Baron Forester (1767–1828)
- John Weld-Forester, 2. Baron Forester (1801–1874)
- George Weld-Forester, 3. Baron Forester (1807–1886)
- Orlando Weld-Forester, 4. Baron Forester (1813–1894)
- Cecil Weld-Forester, 5. Baron Forester (1842–1917)
- George Weld-Forester, 6. Baron Forester (1867–1932)
- Cecil Weld-Forester, 7. Baron Forester (1899–1977)
- George Weld-Forester, 8. Baron Forester (1938–2004)
- Charles Weld-Forester, 9. Baron Forester (* 1975)

Titelerbe (Heir apparent) ist der Sohn des aktuellen Titelinhabers, Hon. Brook Weld-Forester (* 2014).